# 3-氯-2-萘甲醛
3-氯-2-萘甲醛是一种有机化合物，化学式为C11H7ClO，它是氯萘甲醛的同分异构体之一。它可由2-氯-3-溴萘和正丁基锂在四氢呋喃中于−70 °C反应后，再加入二甲基甲酰胺制得。它和邻苯二胺反应，可以得到2-(3-氯-2-萘基)苯并咪唑。